# Mladečské jeskyně
Mladečské jeskyně jsou rozsáhlé podzemní prostory v devonských vápencích, které se nacházejí převážně pod vrchem Třesín u obce Mladeč v okrese Olomouc v Chráněné krajinné oblasti Litovelské Pomoraví. Ke znovuobjevení jeskyní došlo v 19. století. Přístup do nich zpočátku nebyl omezován, první průzkumy provedl až kurátor sbírky vídeňského přírodovědného muzea Josef Szombathy, který zde učinil i významné archeologické objevy. V Mladečských jeskyních byla objevena řada koster pravěkých lidí i jejich výtvory. Mimo to zde byly nalezeny i pozůstatky pleistocenní fauny a osídlení pravěkým člověkem.

## Historie

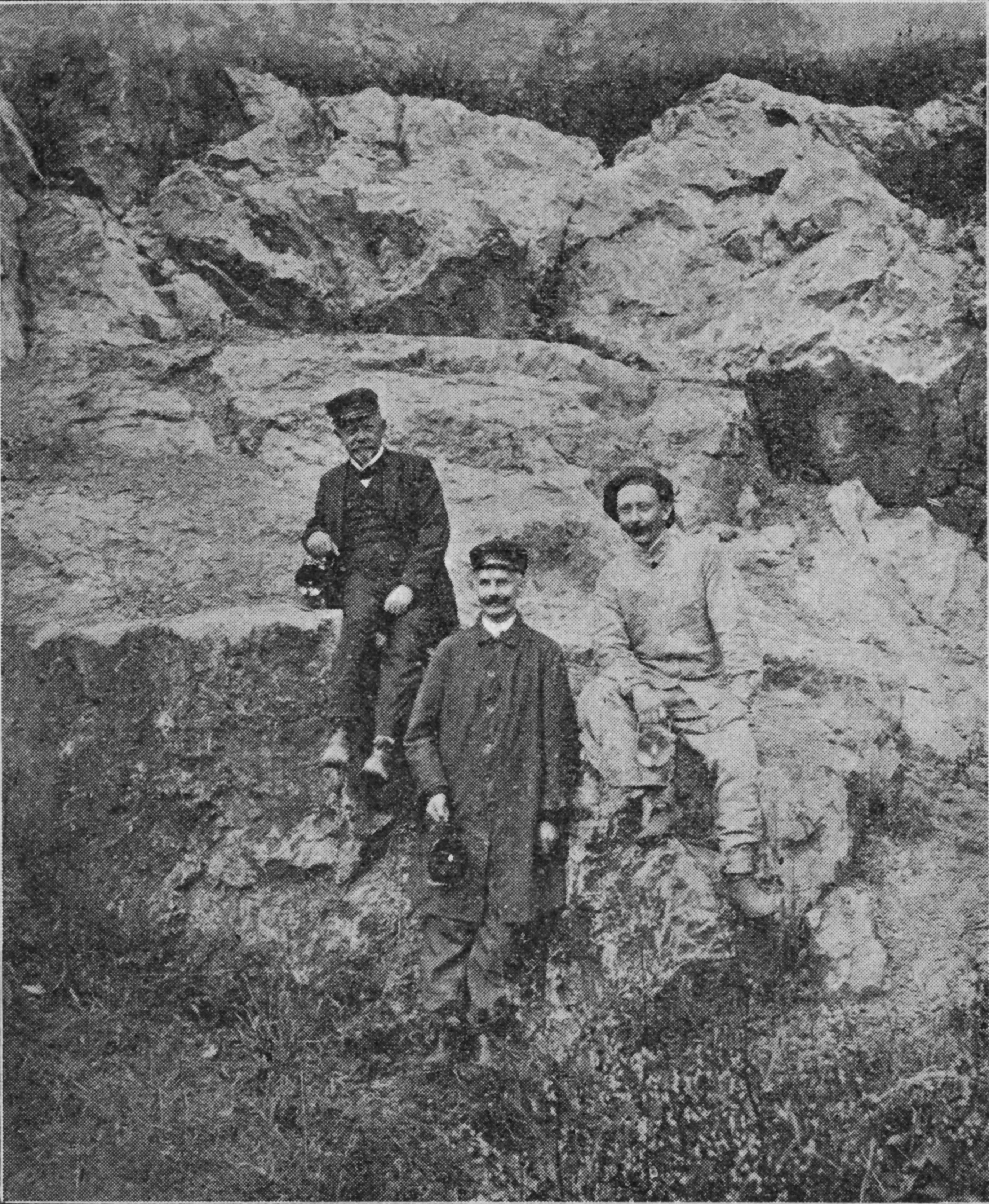
Členové jeskynní sekce Krajinské musejní společnosti v Litovli. Zleva: Otakar Douša, Stanislav Smékal a Josef Fürst.

Prostory Mladečských jeskyní byly známy lidem tisíce let, ke znovuobjevení došlo buďto roku 1815, 1826 nebo 1828, když zde začal být těžen vápenec. První objevenou lokalitou v jeskyni se stal úsek Bočkova díra. Přístup do jeskyní zpočátku nebyl omezen a docházelo k jejich ničení, krápníky z nich byly rozprodávány. Průzkumy jeskynního systému byly zahájeny až kurátorem sbírek vídeňského přírodovědného muzea Josefem Szombathym. S prací začal roku 1881 a prováděl zde úspěšná archeologická pátrání, přičemž mnoho kostí a předmětů skončilo v Přírodovědném muzeu Vídeň. Do jeskyní se Szombathy vrátil mezi lety 1904 až 1905 a průzkumy začali provádět i další lidé. Od roku 1911 byly jeskyně v držení Krajinské musejní společnosti v Litovli, jež upravila jejich exteriér, před vchod byla přistavěna také turistická budova a otevřen nový vchod. Po roce 1921 byl prostor zpřístupněn veřejnosti. Roku 1951 došlo k dalších rekonstrukcím, které však poškodily ráz jeskyní. Přírodní vzhled byl jeskyním vrácen až v roce 2003, další rekonstrukce, jež měla objekt vrátit do stavu na začátku 20. století, začala v roce 2010, a soustředila se rovněž na opravu budovy před vchodem do jeskyně.
Mladečské jeskyně jsou v držení Správy jeskyní České republiky. Jeskyně jsou přístupné veřejnosti, prohlídka 380 metrového okruhu trvá okolo čtyřiceti minut.

## Přírodní poměry

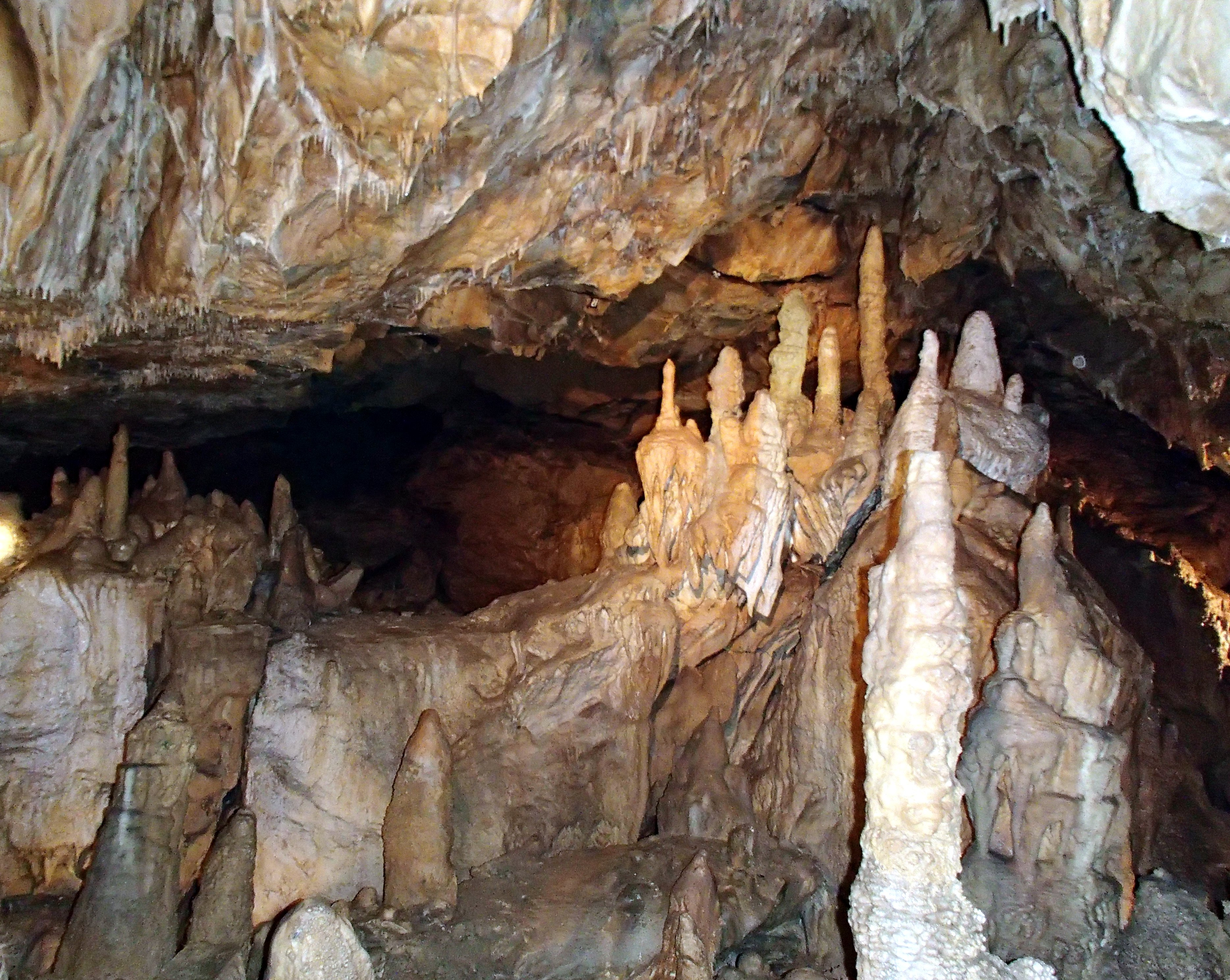
Krápníková výzdoba uvnitř Mladečských jeskyní

Mladečské jeskyně leží zhruba čtvrt kilometru od centra obce Mladeč v Chráněné krajinné oblasti Litovelské Pomoraví. Nacházejí se převážně pod vrchem Třesín.
Jeskyně jsou vytvořeny z vápence, který pochází z geologického období devonu (konicko-mladečský devon; stejný vápenec vytvořil i Moravský kras). Jeskynní systém zde vyhloubily vodní toky Hradečka a Rachava, svou roli hrály také zlomy. V některých částech došlo k propadnutí jeskyní. Jednotlivé části systému propojují úzké chodby. V oblasti se vyskytují povrchové (Třesín) i podpovrchové krasové jevy, lze zde nalézt množství krápníků (mohutné stalagmity, stalaktity), přičemž u některých došlo ke zničení, a náteků horniny sintru.

## Nálezy

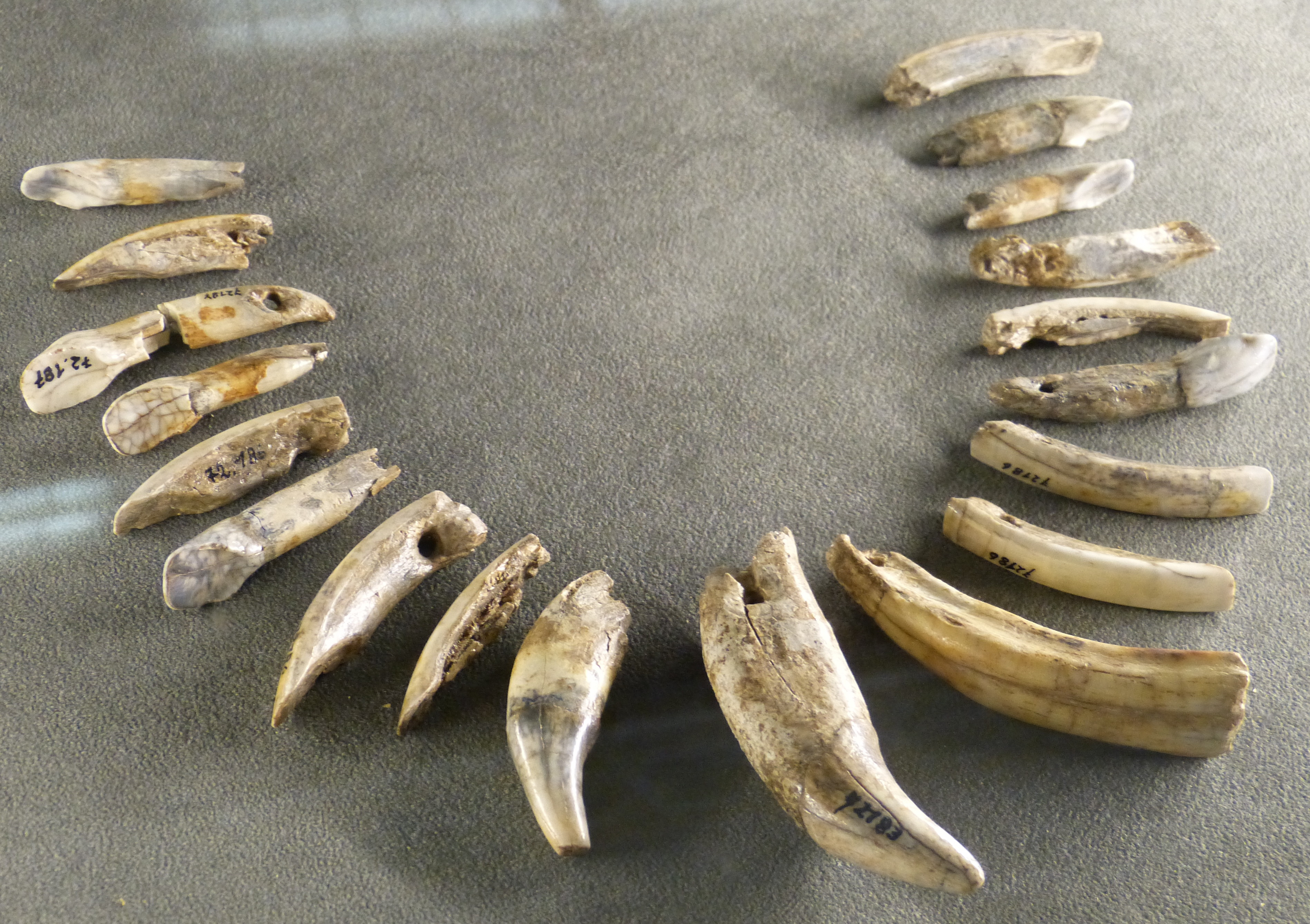
Perforované kosti nalezené v mladečských jeskyních

V Mladečských jeskyních byla objevena řada koster pravěkých lidí, přičemž se jedná o jednu z prvních lokalit, kde se novodobí lidé usadili, a mimo to zde byly nalezeny i pozůstatky tehdejší fauny.
S prvním výkopem začal J. Szombathy 7. června 1881, strávil zde pět dní a informace si zaznamenával do svého deníku, který se stal jediným záznamem o tehdejších pracích. Kompletní délka jeskyně, kterou Szombathy prozkoumal, činila více než 100 m. První den objevil lebku a stehenní kost tehdejšího člověka, v jiném prostoru jeskyně pak kosti přežvýkavců. Při jeho dalších výkopech o dva dny později byly objeveny mj. kosti medvěda jeskynního a ostatky sobů. Do jeskyní se Szombathy vrátil o rok později, učinil zde další nálezy a než v červenci roku 1882 odjel zpět do Vídně, inicioval v oblasti další výzkum. Do jeskyní se sám ještě několikrát vrátil, přičemž oblast dále poskytovala cenné nálezy. Například z roku 1904 pochází objev tří lebek a dalších lidských ostatků, stopy po ohni a kosti tehdejších zvířat. Szombathy přijel zpět do jeskyní ještě v roce 1925, během let 1904 až 1925 však byla velká část archeologických nálezů zničena; kvůli přístupnosti jeskyní došlo k nešetrnému odstranění sedimentů.
V Mladečských jeskyních bylo celkem nalezeno přes 100 lidských ostatků, přičemž na základě dochovaných lebek a čelistí náleží tento materiál sedmi nebo osmi jedincům (včetně jednoho dítěte). Mezi významné nálezy patří např. zachovalé mozkovny mužů s kódovými označeními 4, 5 a 6. Lebky jsou značně robustní, s náběhem k výrazným nadočnicovým obloukům, muži byli pravděpodobně vysoké postavy. Naopak ženské lebky (1, 2) již byly stavěny moderněji. Mimoto existují doklady o lidské činnosti, jako jsou ohniště nebo kamenné nástroje, jejichž nálezy však zde byly vzácné. Ze zvířat byli v jeskyních nalezeni například jeskynní lvi (Panthera leo spelaea) a medvědi (Ursus spelaeus), dále kostry sobů (Rangifer tarandus) či bizonů pravěkých (Bison priscus). Celkem jeskyně poskytly více než 630 kosterních pozůstatků náležících 22 druhům velkých savců.